# Waldemar Magnusson
Georg Waldemar Magnusson, född 24 januari 1876 i Stockholm, död där 12 november 1930, var en svensk sjöofficer.
Waldemar Magnusson var son till grosshandlaren August Magnusson. Han blev underlöjtnant i flottan 1895, löjtnant 1900 och kapten 1904. 1904 blev han chef på Sveriges första undervattensbåt Hajen och gjorde i den befattning en viktig insats för att i försöksstadiet lösa svåra frågor i frågan om det tekniska, organisatoriska och taktiska nyttjandet av ubåtar inom svenska försvaret. Utvecklingsarbetet skedde i nära samarbete med Carl Richson, Hajens konstruktör, då Hvalen några år senare inköptes i Italien var Magnusson befälhavare ombord under dess resa från Italien till Sverige. 1911 anställdes Magnusson av Fiat som dess representant i Sydamerika, och avgick ur aktiv tjänst. 1913 inträdde han i reserven. 1911–1914 verkade Magnusson främst i Rio de Janeiro och Buenos Aires. Vid första världskrigets utbrott återvände han till Sverige och tjänstgjorde 1914–1916 i Marinförvaltningen, där han verkade för utveckling inom ubåtsvapnet. Från 1916 ägnade han sig åt privat affärsverksamhet.